# 弗里伯恩 (明尼蘇達州)
弗里伯恩（英語：Freeborn）是一個位於美國明尼蘇達州弗里伯恩縣的城市。

## 人口
根據2020年美國人口普查的數據，弗里伯恩的面積為0.47平方千米，當中陸地面積為0.47平方千米，而水域面積為0.00平方千米。當地共有人口264人，而人口密度為每平方千米562人。